# Мирко Милевски
Мирко Милевски – Урош (Поповец, код Кичева, 23. април 1923 — брдо Буковић, код Кичева, 1. октобар 1943), учесник Народноослободилачке борбе и народни херој Југославије.

## Биографија
Рођен је 23. априла 1923. године као Мирко Милевић у селу Поповец код Кичева, у врло сиромашној породици. Отац му се звао Ладомир а мајка Тодора. Врло рано је остао сироче. Пошто је у школи показао нарочит дар за учење, локални сељани су му помогли да заврши школовање. Послали су га у Охрид у гимназију. Из Охрида је отишао у Београд да заврши матуру. У Београду се прикључио комунистичко-револуционарном покрету.
После окупације Југославије, његов родни крај припао је италијанској окупационој зони. Мирко се вратио му село и укључио у Народноослободилачки покрет региона Копачије. Исте године, 1941, примљен је за члана Комунистичке партије Југославије.
Припадао је партијској ћелији у селу Кленовцу, која је убрзо прерасла у рејонски комитет. Мирко је по селима Копачије вршио припреме за оружани устанак. Окупаторска полиција му је ушла у траг, па се он, уз одобрење Партије, повукао у илегалност.
Као илегалац, и даље је радио на организовању борбе, одлазио у Кичево ради консултација и кретао се по Копачији.
У мају 1943. године формиран је Кичевско-мавровски партизански одред и Мирко је постао његов борац. Истакао се у многим борбама кичевског и мавровског краја.
После капитулације Италије, септембра 1943. године, именован је за политичког комесара чете.
Његова чета је била постављена на превоју Стража, на брду Буковић, ради одбране слободног Кичева. У изненадном немачко-балистичком нападу, 1. октобра 1943. године, изгинули су сви борци чете, међу којима и Мирко Милевски.
Указом председника Федеративне Народне Републике Југославије Јосипа Броза Тита, 9. октобра 1953. године, проглашен је за народног хероја.